# Ruhnu
Ruhnu é uma ilha estoniana localizada no Golfo de Riga, no Mar Báltico, pertencente a região de Saaremaa.